# Hanni Schall
Hanni Schall (Vienna, ...) è una modella austriaca, vincitrice del titolo di Miss Europa 1950.
La Schall fu incoronata Miss Europa il 9 settembre 1950 a Rimini in Emilia-Romagna, dove la rappresentante dell'Austria ebbe la meglio sulle dodici concorrenti del concorso.
In precedenza la modella era stata eletta anche Miss Austria 1950.